# قسم حصار الريفي (مقاطعة فاروج)
قسم حصار الريفي (بالإنجليزية: Hesar Rural District)‏ هي منطقة سكنية تقع في خراسان شمالي في إيران. يقدر عدد سكانها بـ 5,476 نسمة .